# Masturbation
« Branlette » redirige ici. Pour les autres significations, voir Branlette (homonymie).
La masturbation est une pratique sexuelle consistant à provoquer l'orgasme ou le plaisir sexuel par la stimulation des parties génitales ou d'autres zones érogènes, généralement à l'aide des mains, ou parfois d'objets tels des godemichets ou autres jouets sexuels, au sens particulier sur soi-même (onanisme), et parfois sur autrui.
La masturbation est pratiquée par quasiment tous les mammifères[réf. nécessaire], mais surtout par tous les primates.
Chez l'humain, l'attitude sociale envers la masturbation change suivant les époques et suivant les cultures. En Occident, la masturbation a été particulièrement réprimée du XVIIIe au début du XXe siècle. Dans les religions, les positions morales varient de permissive à interdite. Actuellement, la masturbation est reconnue par la sexologie occidentale comme une activité sexuelle aussi normale que les autres.

## Définition et étymologie

### Définition
D’après le dictionnaire Dictionnaires Le Robert, la masturbation est une « pratique qui consiste à provoquer (sur soi-même ou sur un, une partenaire) le plaisir sexuel par des contacts manuels. ».
D'après les manuels de sexologie, on peut distinguer plusieurs types de masturbation,,, :
- Les jeux sexuels génitaux, réalisés par les jeunes enfants quand ils sont encore inexpérimentés[6] (c’est une phase du développement de l'enfant, comme le déplacement à quatre pattes avant la marche, ou le babillage avant la parole).
- La masturbation, où, intentionnellement, l’objectif est en général de maximiser le plaisir érotique, puis de provoquer l’orgasme, grâce à des techniques souvent manuelles de stimulations des zones érogènes.
- L’auto-érotisme, qui englobe toutes les activités physiques et psychologiques qu’une personne utilise sur elle-même pour provoquer son excitation sexuelle et se procurer du plaisir érotique[7] (c’est-à-dire la masturbation, mais aussi toutes les autres activités autoérotiques différentes de la masturbation : par exemple, imaginer des fantasmes sexuels, lire une revue érotique ou regarder une vidéo pornographique). En général, la masturbation se pratique simultanément avec d'autres activités auto-érotiques.

La masturbation peut être réalisée :
- Soit seul. Car en général, la masturbation est plutôt considérée comme une activité sexuelle autoérotique (réalisée en solitaire, on parlait autrefois de « plaisir solitaire ») ; elle est présentée de cette manière dans les ouvrages étudiant la sexualité[4],[3],[5].
- Soit sur autrui.
- Soit à plusieurs, à deux ou en groupe dans des circonstances où chaque personne stimule ses propres organes génitaux. On parle alors de « masturbation mutuelle » et parfois de masturbation en masse (la littérature cite le cas, publié en 1942, de toute une classe de garçons qui, à plusieurs reprises durant quelques jours se sont tous ouvertement masturbés devant une enseignante, avant de cesser ce comportement à la suite de la visite d'un psychiatre qui a ouvertement discuté avec eux. Selon ce psychiatre, cette dynamique de groupe avait pour origine un élève-leader qui était en opposition avec sa famille et l'enseignante)[8],[9].
- Soit réciproquement, à deux ou en groupe, chaque personne manipulant les organes génitaux d'une autre personne. On parle alors de « masturbation réciproque » ou de « masturbation mutuelle », activité sexuelle qui n'est plus de l'autoérotisme. La « masturbation réciproque » est une extension du sens général, par analogie avec la manipulation autoérotique[4].

### Étymologie
L’étymologie du mot « masturbation » rappelle l’ancienne condamnation morale de cette pratique.

« Le mot "masturbation" a été formé pour la première fois dans la langue française par Michel de Montaigne sous la forme "manustupration" dans l’Apologie de Raimond Sebond, 12e chapitre du deuxième livre des Essais. […] Le mot va coexister pendant plus d’un siècle sous deux formes concurrentes : manustupration et masturbation. Le premier terme, "manustupration", vient de manus, "la main", et stupratio, "l’action de souiller". La manustupration serait alors le fait de se souiller par une action de la main, ou encore de se donner du stupre, plaisir honteux, par la main. Le second terme, "masturbation", vient du latin masturbatio et peut-être du grec mastropeuein, "prostituer". »

— « Masturbation », dans Philippe Brenot Dictionnaire de la sexualité humaine
Cette ancienne condamnation morale se retrouve également dans les synonymes de la masturbation : onanisme et abus de soi. Pour éviter cette connotation négative et culpabilisante, on utilise parfois le terme « auto-sexualité » (moins précis) à la place du mot masturbation.

## Techniques

Personne de sexe masculin masturbant son pénis.
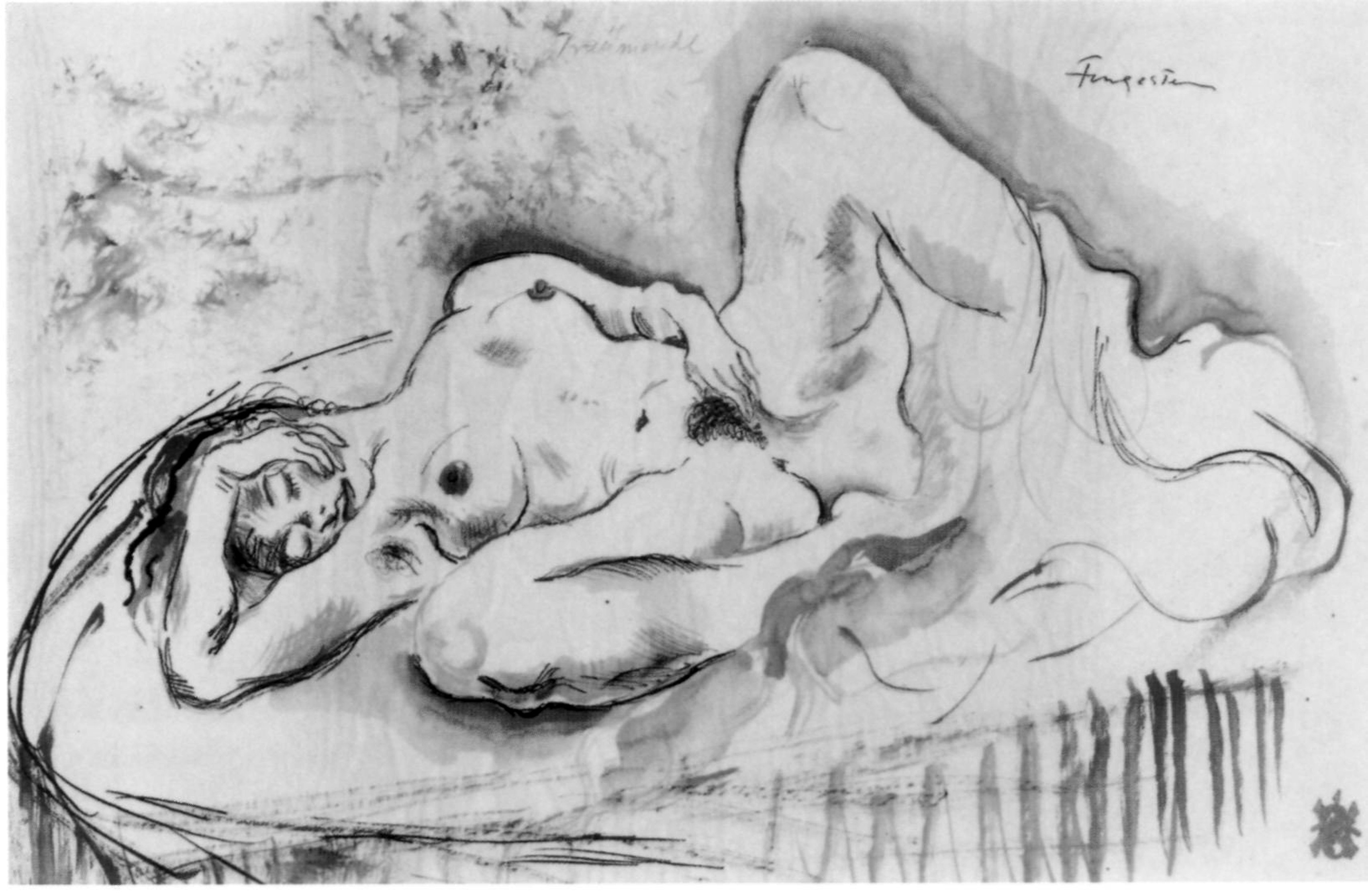
Masturbation féminine, une des gravures des Improvisations sur le thème de l'amour de Michel Fingesten.
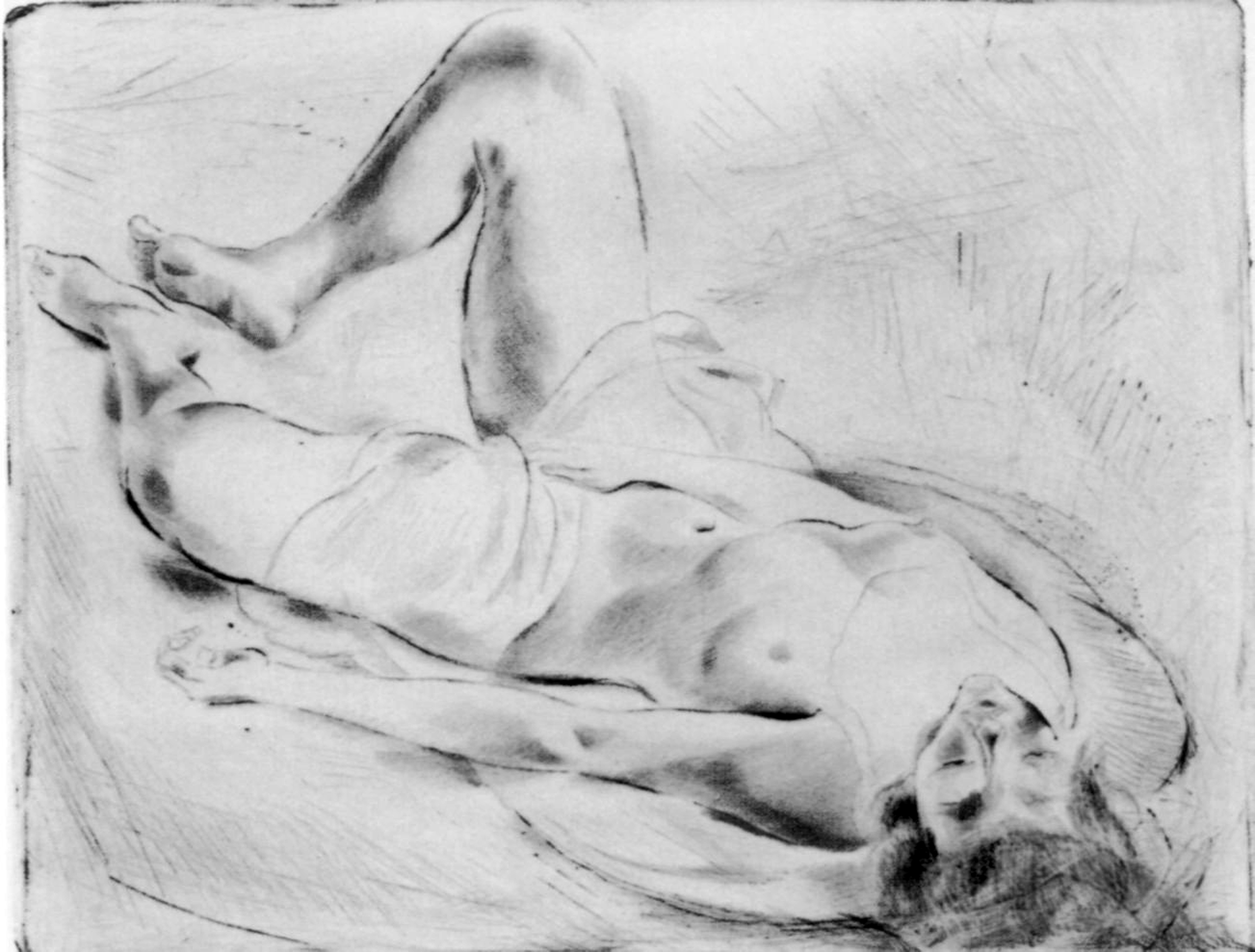
Femme se caressant le pubis, extrait de la suite Improvisations sur le thème de l'amour[note 1].

La plupart des hommes qui se masturbent le font par un geste de va-et-vient de leur main directement sur leur pénis ou après intrusion de celui-ci dans un tissu (caleçon, culotte, chaussette, mouchoir pour recueillir le sperme…). Certains (et notamment ceux qui sont circoncis) se masturbent en stimulant le frein du pénis du bout des doigts. Il est également possible d’utiliser un lubrifiant (salive, gel, huile de massage…) pour faciliter le glissement. Certains jouets sexuels sont également prévus pour la masturbation d'un pénis.
La plupart des femmes qui se masturbent le font en stimulant leur clitoris ou leur vagin, soit avec leurs doigts, soit avec un objet contre ou avec lequel elles se frottent. Certaines se masturbent uniquement en se pénétrant (avec les doigts, un godemichet ou autre), d’autres apprécient de cumuler les stimulations clitoridiennes et vaginales, ou ne se pénètrent pas.
Les femmes comme les hommes peuvent se masturber l’anus, soit uniquement l’orifice, soit par pénétration, avec des doigts ou avec un objet ; ce plaisir est encore plus grand pour les hommes lors de la pénétration puisque cela stimule la prostate.
Les hommes comme les femmes peuvent stimuler d’autres parties sensibles de leur corps en même temps ou à la place de leurs parties génitales : scrotum, tétons, seins, cuisses, pieds, aisselles, ventre, nombril, cou, testicules pour les hommes, selon leur sensibilité.
Certaines personnes utilisent des techniques de contrôle de l'orgasme lors de la masturbation pour prolonger les sensations pré-orgastiques, ou pour étendre la durée de la sensation orgastique,, ou pour provoquer plusieurs orgasmes.

### Ethnologie

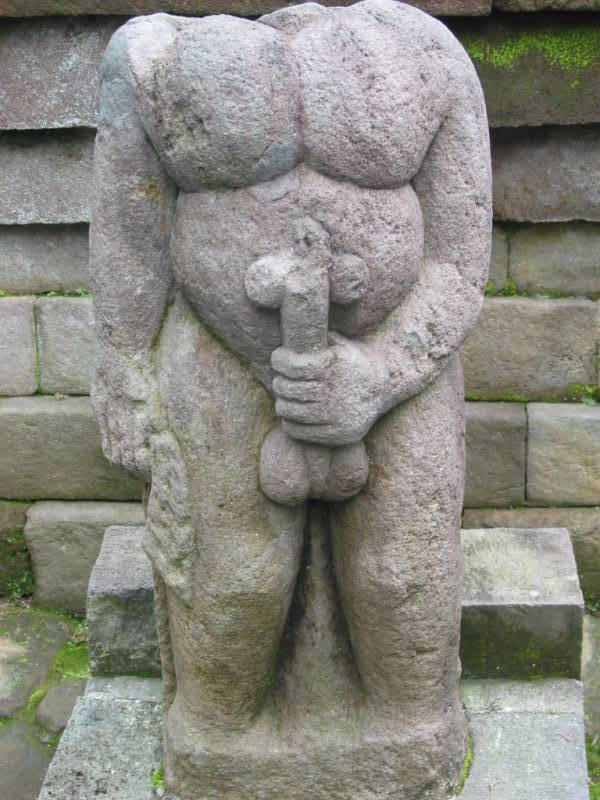
Temple de Sukuh à Java (Indonésie).

Dans certaines sociétés traditionnelles, il existe des techniques particulières de masturbation.
Selon l'anthropologue Hortense Powdermaker, pour se masturber, les femmes du village de Lesu en Nouvelle-Irlande « s’assoient par terre et plient leur jambe droite de telle sorte que leur talon s’appuie contre leur sexe. […] C’est une position habituelle pour les femmes, qui est apprise dans l’enfance. Les femmes n’utilisent jamais leurs mains pour la manipulation du sexe ».

### Éthologie
Les chimpanzés utilisent parfois des « jouets sexuels » pour se masturber. « Un chimpanzé femelle adulte jouait avec une mangue. D’abord elle a placé le fruit sur sa vulve. Puis, apparemment insatisfaite des résultats de cette procédure, l’animal a posé la mangue par terre, s’est assis dessus, en tournant, en se tortillant, et en frottant avec ses mains. Elle changeait continuellement sa position, comme pour améliorer sa technique de production des frictions génitales. Puis le chimpanzé s’est levé et baissait son corps de façon répétée, cognant sa vulve contre le fruit ».
Grâce à certaines particularités de leur anatomie, des animaux peuvent utiliser des techniques irréalisables chez l’être humain : les singes-araignées utilisent la pointe de leur queue, qui est extrêmement préhensile, pour manipuler leur pénis. Les éléphants stimulent parfois leur organe génital avec leur trompe. Enfin, « La masturbation chez le cerf est réalisée en baissant la tête et en frottant doucement la pointe de ses bois dans l’herbe. Puis après environ cinq à sept secondes, on observe l’érection et la sortie du pénis de son fourreau. Il n’y a quasiment pas de saillie ou de rétractation du pénis, ou de mouvements d’oscillation du pelvis. L’éjaculation se produit environ cinq secondes après l’érection du pénis. La masturbation dure en tout de dix à quinze secondes ».

## Développement
Chez l'humain, la masturbation se développe dès la vie intra-utérine. Dans un contexte culturel neutre, sans incitations ou interdits, les stimulations génitales débutent dès la première année après la naissance et la masturbation apparaît vers 2 ou 3 ans. À cet âge, le plaisir est visiblement la motivation de l’activité. Le contexte culturel peut faciliter ou inhiber le développement de la masturbation,.

### Période fœtale

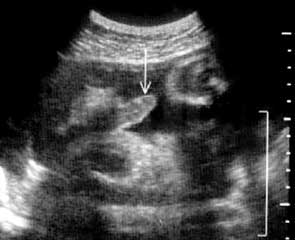
Échographie d’un pénis en érection (flèche blanche), chez un fœtus de 36 semaines.

La masturbation se développe dès la vie intra-utérine. Plusieurs auteurs ont observé, grâce à l’échographie, des stimulations génitales dès la 26e semaine. Une enquête réalisée auprès de 60 échographistes indique que les stimulations manu-génitales sont assez souvent observées par 70 % des praticiens.
En plus des stimulations manuelles, des succions génitales sont occasionnellement observées : « L’évidence de l’érection [voir figure ci-contre] est ici attestée à 36 semaines d’aménorrhée. L’ensemble de la séquence d’observation [d’un contact oro-génital] qui dure 2 minutes 23 secondes, montre le lent retrait du pénis de son engagement oral. […] L’analyse des résultats montre qu’après la succion du pouce ou de la main, ce sont les contacts manu-génitaux qui sont le plus souvent observés. En ce qui concerne la succion, il semble que le fœtus développe très tôt cette activité exploratoire. […] Les fréquences plus faibles de succion du pied, du cordon ou du sexe sont peut-être à mettre en relation avec la plus grande difficulté à atteindre ces “objets” ».
Ces stimulations génitales semblent parfois aboutir à des états similaires à l’orgasme, : « Nous avons récemment observé un fœtus femelle de 32 semaines [soit 8 mois] qui se touchait la vulve avec les doigts de la main droite. Les mouvements de caresse étaient centrés principalement sur la région du clitoris. Les mouvements s’arrêtaient après 30 à 40 secondes puis recommençaient après quelques minutes. De plus, ces légers touchers étaient répétés et étaient associés avec des mouvements courts et rapides du pelvis et des jambes. Après un autre arrêt, en plus de ces comportements, le fœtus a contracté les muscles de son tronc et de ses membres, puis des mouvements cloniques de tout le corps ont suivi. Finalement, le fœtus s’est détendu et s’est reposé. Nous avons observé ce comportement durant environ 20 minutes. […] Cette observation semble montrer que non seulement le réflexe d’excitation peut être provoqué chez un fœtus au troisième trimestre de gestation, mais aussi que le réflexe orgastique peut être provoqué durant la vie intra-utérine ».

### Enfance
La stimulation des organes génitaux débute dès que les réflexes moteurs sont fonctionnels. En moyenne, les stimulations débutent vers 6 ou 7 mois chez les garçons et 10 ou 11 mois chez les filles,.
Des enregistrements vidéos, où des parents pensaient enregistrer pour leur pédiatre des troubles neurologiques de leurs enfants (comme l'épilepsie), confirment l'existence d'activités autoérotiques avec des réactions de type orgasmique dès les premières années de la vie,,.
La masturbation, c’est-à-dire la stimulation des organes génitaux dans l’objectif de provoquer l’orgasme, n’est pas observée avant 2 ou 3 ans. « En général, la masturbation n’est pas observée avant la deuxième ou la troisième année après la naissance. Le plus souvent, elle commence entre les 15e et 19e mois. Les signes de l’excitation incluent des poussées rythmiques du bassin, des sons, des rougeurs au visage et une respiration rapide. Quand les enfants commencent à se stimuler, ils essayent de maintenir un contact corporel avec le parent, mais la plupart des parents découragent cette réaction ».
C’est également ce qu’on observe dans les sociétés traditionnelles qui permettent l’autostimulation, comme chez les Pilaga ou les Marquisiens : « La masturbation chez les garçons commence environ à l’âge de trois ans, ou parfois avant. Beaucoup de garçons se masturbent avant de savoir parler ». Les données ethnologiques, provenant de sociétés permissives, suggèrent que les activités autoérotiques se développent spontanément dès les premières années de la vie dans l’ensemble de la population, deviennent maximales à l’adolescence, mais qu’il existe apparemment une préférence pour les jeux sexuels avec les pairs,,.
Plusieurs auteurs indiquent que le plaisir est le facteur à l’origine des activités autoérotiques,. Une fois que l’enfant a acquis une méthode de masturbation, celle-ci devient habituelle et résistante au changement.
Dès la naissance, l’influence du contexte culturel est majeure dans le développement de la masturbation. En particulier, s’il existe des interdits culturels, implicites ou explicites (voir les exemples ci-dessous dans la section « Condamnation et répression »), le début de la masturbation sera beaucoup plus tardif.

### Adolescence
Dans les sociétés occidentales, des enquêtes par questionnaires ou par entretiens permettent d’obtenir des informations sur la pratique de la masturbation chez les adolescents et les adultes.
D’après plusieurs enquêtes, la masturbation est la forme d’activité sexuelle la plus répandue pour la majorité des Occidentaux.
L’analyse des réponses des adolescents de 12 à 17 ans aux questionnaires régulièrement soumis aux jeunes membres des sites Internet pour ados, dont certains forums traitent de la sexualité, fournit une image de la vie sexuelle des garçons, et particulièrement de la masturbation. On y apprend ainsi que…[réf. nécessaire]
- l’âge médian de la première masturbation est de 12 ans ;
- c’est à 13-14 ans que les garçons se masturbent le plus ;
- plus de la moitié des garçons qui ont commencé à se masturber ont découvert seuls le « mécanisme », souvent par hasard.

Aux États-Unis et au Canada dans les années 1960, un sondage (le « rapport Kinsey ») a montré que, à 15 ans, la proportion de jeunes hommes s’étant masturbés était de 82,2 % et de femmes 24,9 %. À 18 ans, ce chiffre atteignait 95,4 % pour les hommes et 46,3 % pour les femmes. Cela dit, il est probable que, aujourd’hui, le nombre soit plus important[réf. nécessaire]. De très nombreuses études, notamment les sondages réalisés presque quotidiennement sur les sites Internet consacrés aux adolescents, montrent que les garçons commencent à se masturber très tôt, généralement sans pouvoir éjaculer ; l’âge médian de la première masturbation masculine est tout juste inférieur à 12 ans ; par ailleurs, ces mêmes observations, qui portent sur plusieurs dizaines de milliers d’adolescents la plupart du temps originaires d’Amérique du Nord, du Royaume-Uni et d’Australie, montrent que c’est à 13 et 14 ans que le rythme de masturbation des garçons est le plus élevé (entre 12 et 14 fois par semaine) ; ce rythme diminue pour la tranche d’âge 15-16 ans (en moyenne 9 fois) et diminue vraisemblablement après. Il est plus que vraisemblable que les résultats obtenus auprès des jeunes Français, Belges ou Suisses seraient similaires à ceux obtenus auprès des Anglo-Saxons. La masturbation des jeunes est un phénomène universel que les études réalisées sous-estiment systématiquement, autant pour des raisons idéologiques (la « pureté » des enfants) que pour des raisons méthodologiques ; les enquêteurs s’adressent presque toujours aux adolescents par l’intermédiaire de leurs parents ou de leur école, un contexte qui ne favorise pas l’intimité des répondants et la véracité des réponses aux questions les plus sensibles.
Dans les sociétés traditionnelles qui permettent l’autostimulation, comme chez les Marquisiens, la masturbation est quotidienne chez les adolescents. Les Marquisiens ne pensent pas que cette pratique puisse avoir des effets pathologiques. Au contraire, ils considèrent que c’est un exercice bénéfique.
Quoique souvent sujette à des tabous et interdits socio-culturels, la masturbation est considérée comme naturelle et normale pour les enfants et les adolescents dans la plupart des sociétés[Lesquelles ?]. Dans ces groupes sociaux, l’autostimulation des enfants est graduellement remplacée au cours du développement par d’autres activités sexuelles. Les chiffres suggèrent cependant que l'ensemble des enfants et adolescents des deux sexes, depuis la vie intra-utérine, ne sont pas naturellement portés à la pratiquer, et que cela est également normal.

## Âge adulte
Des facteurs biologiques, sociaux et culturels influencent la pratique de la masturbation. La grande enquête NHSLS réalisée aux États-Unis dans les années 1990 précise les facteurs qui influencent la fréquence de la masturbation, :
- le sexe : les hommes se masturbent plus que les femmes ;
- l'âge : les jeunes se masturbent plus que les personnes âgées ;
- l'appartenance ethnique : les Afro-américains se masturbent moins que les autres groupes ethniques ;
- la religion : les Chrétiens se masturbent moins que les autres groupes religieux ou les athées ;
- le statut marital : les personnes non mariées se masturbent plus que les personnes mariées ;
- le niveau d'éducation : plus les personnes sont diplômées, plus elles se masturbent ;
- l'orientation sexuelle : les bisexuels se masturbent plus que les homosexuels, et ceux-ci plus que les hétérosexuels[33].

Les adultes des sociétés traditionnelles[Lesquelles ?] pratiquent rarement la masturbation. Pour la plupart des peuples, l'autostimulation représente une forme inférieure de sexualité. Mais malgré la désapprobation sociale, les hommes et les femmes se masturbent occasionnellement dans certaines sociétés.

### Masturbation féminine

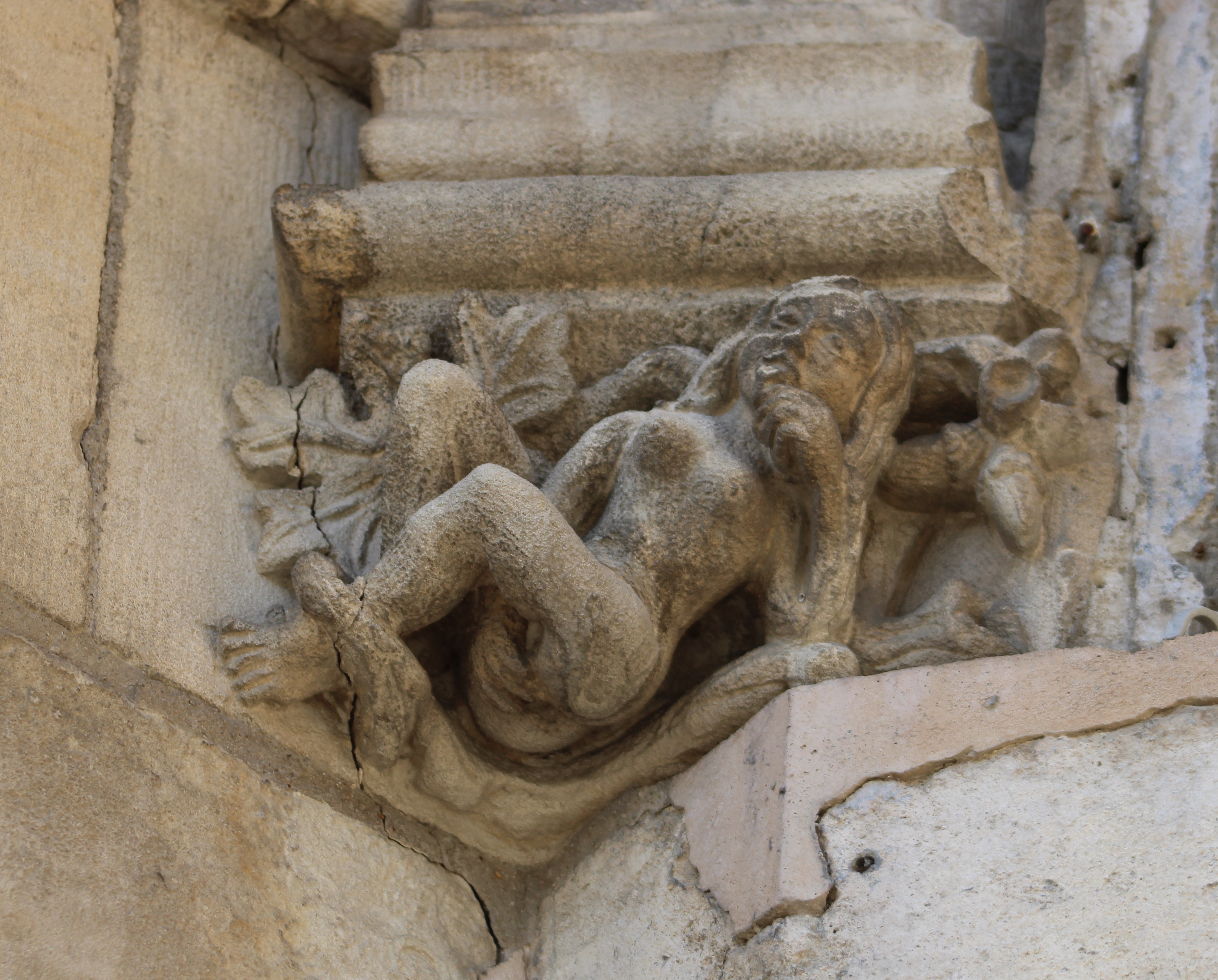
Masturbation féminine,
sculpture sur la façade de l'hôtel de ville de Saint-Quentin.

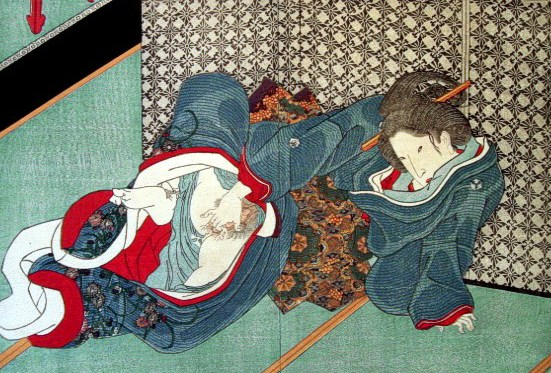
Masturbation féminine, illustration de Kunisada Utagawa.

L’enquête CSF « Contexte de la sexualité en France » sur la sexualité des Français (Inserm, INED, réalisée en 2006), montre que 60 % des femmes âgées de 18 à 69 ans ont déjà pratiqué la masturbation (48 % des 18-19 ans, 54 % des 20-24 ans, 66 % des 25-34 ans, 68 % des 35-39 ans, 64 % des 40-49 ans, 60 % des 50-59 ans, 43 % des 60-69 ans). Celles qui se masturbent régulièrement (c’est-à-dire « souvent » ou « parfois » au cours des 12 derniers mois selon la définition adoptée par les enquêteurs de CSF) ne sont plus que 10 % à 18-19 ans, 16 % des 20-24 ans, 22 % des 25-49 ans, 14 % des 50-69 ans, 10 % des 60-69 ans). Il s’agit d’une pratique d’autant plus déclarée que la femme est diplômée ; ainsi, 29 % des femmes diplômées de l’enseignement supérieur sont des pratiquantes régulières mais seulement 14 % des femmes sans diplôme. De la même façon, 51 % de ces dernières disent ne s’être jamais masturbées alors que 80 % des plus diplômées l’ont déjà fait. Un lien déjà signalé dans l’enquête américaine (NHSLS). Enfin, l’enquête CSF montre que si la pratique régulière de la masturbation concerne 43 % de celles qui ont connu au moins 10 partenaires, ce n’est plus le cas que de 11 % de celles qui n’en ont eu qu’un.

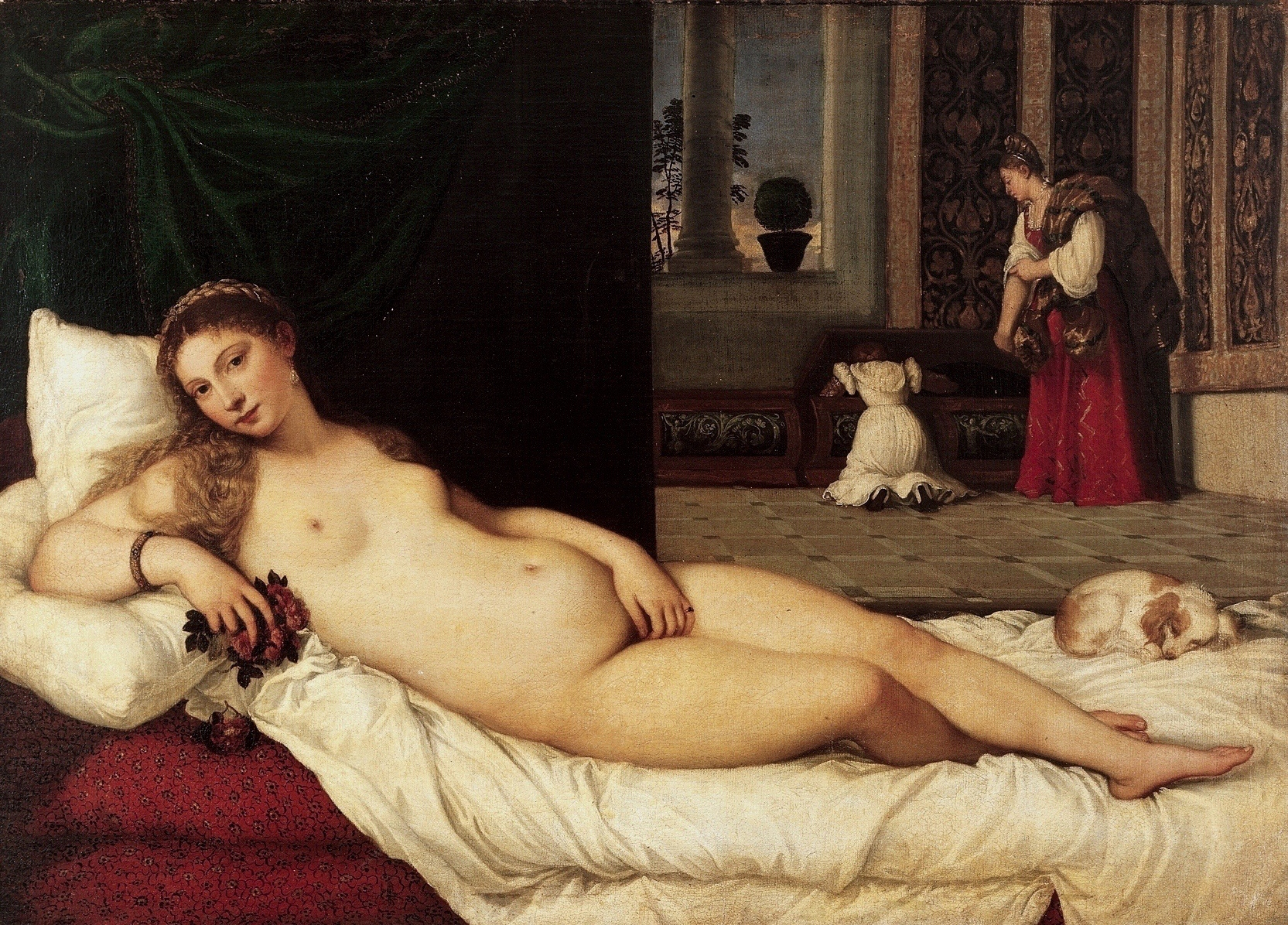
La Vénus d'Urbin peinte par Titien en 1538 a été interprétée comme une masturbation.

La fréquence de cette pratique peut varier en fonction de l’âge et du milieu culturel : de une à trois fois par an chez certaines femmes âgées à plus de vingt fois par jour chez certaines femmes de douze à cinquante cinq ans.
Au niveau physiologique, plusieurs études montrent que les réactions sexuelles entre les femmes et les hommes sont relativement similaires,.

« Lors de la masturbation, les réactions sexuelles féminines ne sont pas tellement plus lentes que celles des hommes. La moyenne des femmes déclarent obtenir un orgasme un peu moins de quatre minutes après le début de l’autostimulation, et certaines atteignent l’orgasme en un peu moins de 30 s. Cette différence relativement peu importante entre l’homme et la femme augmente lors de la stimulation coïtale. En général, la femme met plus de temps que l’homme à obtenir un orgasme pendant le coït, probablement parce que la stimulation directe de la région clitoridienne est plus intensive lors de la masturbation que pendant le coït. »

### Masturbation masculine

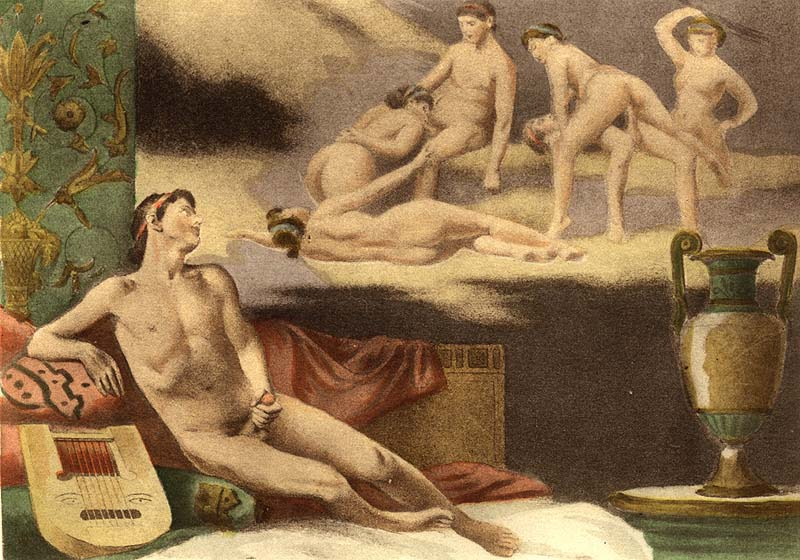
Dans la Grèce antique, jeune homme se masturbant. Planche de Paul Avril, in De Figuris Veneris. Manuel d’érotologie classique, 1906.

Une étude faite par quatre universités européennes (Essen, Louvain, Göttingen et Malmö) en 2016 auprès de 3 000 étudiants de 18 à 22 ans a démontré que 61 % des hommes avaient une opinion positive de la masturbation et 34 % une opinion négative mais se masturbaient quand même.
Une étude conduite par Tenga en 2016 aux États-Unis a fait ressortir les statistiques ci-dessous :
- 95 % des hommes la pratiquent avec une moyenne de 15 fois par mois : 16 fois par mois pour les célibataires, 10 fois par mois pour ceux en couple ;
- 36 % des hommes ont menti sur le fait qu’ils se masturbaient ;
- 60 % ont recours à la masturbation pour le soulagement, 56 % pour le plaisir ressenti, 54 % pour la relaxation, 26 % pour aider à s’endormir et 13 % pour avoir de meilleures performances sexuelles ;
- 18 % des milléniaux le font pour améliorer leurs performances sexuelles[pas clair].

Selon une étude en Allemagne, une fréquence plus élevée d'activités autosexuelles dont la masturbation est négativement corrélée à une satisfaction dans le couple. C'est-à-dire que l’occurrence de la masturbation augmente lors d'insatisfaction dans le couple.

## Chez les animaux

### Primates
Les primates non humains sont les animaux qui se masturbent le plus. L’auto-stimulation est clairement réalisée pour obtenir un orgasme. Chez les mâles, le pénis est manipulé avec la main ou le pied, ou est pris dans la bouche. Les mâles adultes provoquent souvent l’éjaculation en utilisant une ou plusieurs de ces techniques.
Chez les femelles, on peut faire trois généralisations :
1. les femelles se masturbent moins que les mâles ;
2. l’orgasme des femelles n’est pas aussi net que celui des mâles ;
3. la masturbation des femelles, et surtout des chimpanzés, ressemble plutôt à celle des femmes qu’à celle des autres mammifères.

Chez les primates, la masturbation n’est pas uniquement une activité compensatrice, réalisée en l’absence de partenaires. Des activités d’autostimulation ont été observées alors que des partenaires sexuels étaient disponibles et même au cours des activités sexuelles avec ces partenaires.

### Mammifères non-primates
Les autres mammifères se masturbent moins que les primates, et les femelles moins que les mâles. Occasionnellement, on observe différentes activités d'autostimulation : par exemple, avant et après la copulation, les chiens et les chats mâles lèchent régulièrement les organes génitaux, ce qui provoque souvent des mouvements convulsifs du pelvis. Cette réaction indique que la stimulation génitale déclenche des réflexes sexuels.
Des animaux qui ne peuvent pas stimuler leurs organes génitaux, en raison de leur morphologie, trouvent des moyens indirects pour se masturber. Par exemple, Shadle a observé un porc-épic mâle qui utilisait un outil pour s’autostimuler : « L’excitation sexuelle du porc-épic mâle était montrée par [le fait qu’] il enjambait une longue brindille qu’il tenait avec ses pattes avant, comme font les enfants avec un manche à balai. La brindille était tenue de telle sorte que son pénis était stimulé par le contact avec le bois, qui fut rapidement imprégné de l’odeur de l’urine et des sécrétions glandulaires. En conséquence, c’était bien un état d’excitation sexuelle ».
Quelques études sur les rongeurs ont montré que les stimulations génitales postnatales quotidiennes induisent le développement des structures sexuelles : les seuils de déclenchement des réflexes copulatoires sont abaissés, et les circuits sexuels sont davantage développés,.

## Santé

### Effets bénéfiques
La masturbation peut avoir des effets bénéfiques sur l'état de santé : selon une étude australienne, datant de 2003, effectuée auprès de 2 250 hommes âgés entre 20 et 40 ans, les risques de cancer de la prostate diminuent avec un nombre important d’éjaculations. Les chercheurs ont constaté que le risque de développer un cancer de la prostate était inférieur d’environ 33 % chez la plupart des hommes qui éjaculaient fréquemment (cinq fois ou plus par semaine), quel que soit le type d’activité sexuelle, y compris la masturbation. En 2004, ce résultat a été confirmé par une autre étude portant sur 30 000 hommes. 
Une méta-analyse de 2016 conclut que les preuves sont insuffisantes pour pouvoir donner un verdict, il n'est donc pas prouvé que la masturbation ait un effet bénéfique sur le cancer de la prostate.
Tout comme les rapports et pratiques sexuels partagés, une stimulation y compris autoérotique des organes génitaux des femmes et des hommes a des effets dont le sens est très largement positif concernant l'immunité, donc la santé physique, et aussi la santé mentale, en corrélation. Cause, conséquence ou conséquence d'une même tendance de personnalité, la pratique fréquente et riche de l'autoérotisme, en particulier chez les femmes, est plutôt corrélée positivement à l'épanouissement et à l'éducation socio-professionnels, économiques, salariaux et sexuels conjugués à une sexualité partagée source de plaisir physique et psychique libre et égalitaire, y compris avec plusieurs partenaires, les hommes et femmes de la population active avec un taux initial de masturbation plus élevé se trouvant plus souvent promus à des postes d'encadrement bien rémunérés. D'autre part, les femmes bisexuelles surtout, lesbiennes, et/ou avec le plus d'hormones sexuelles mâles, potentiellement en corrélation, se masturbent en moyenne davantage que les autres, plutôt, à l'inverse des hommes, que d'avoir davantage de partenaires, en particulier du sexe opposé. La pratique autoérotique de la masturbation féminine semble en outre corrélée à une réduction des douleurs qui peuvent être liées aux menstruations et leur fréquence, au même titre que l'orgasme avec partenaire notamment.

### Comportements jugés déviants
En Occident, la plupart des médecins et des sexologues du XVIIIe au début du XXe siècle pensaient que la masturbation était une maladie, et qu’elle provenait d’un vice moral ou d’un dérèglement de l’instinct sexuel,, (voir ci-dessous la section « Condamnation et répression »).
Actuellement, pour plusieurs chercheurs, l'attitude sociale et médicale concernant la masturbation est toujours en partie influencée par les croyances et les valeurs du début du XXe siècle,. « Progressivement, à mesure qu'il devenait de plus en plus difficile, au XXe siècle, de défendre la position selon laquelle il existe un lien entre la masturbation et la maladie, on déplaça le problème pour s'attacher à des aspects particuliers de la masturbation. Un de ces aspects était la définition de la masturbation “excessive”. Tout en admettant de mauvaise grâce la possibilité que la pratique occasionnelle du “péché solitaire” ne menait pas directement au lit de mort ou à l'asile, les médecins et d'autres “experts” de la question prêchaient encore que la pratique trop fréquente de la masturbation entravait le développement du caractère. Malheureusement pour la personne qui se masturbait, on n'a jamais défini clairement ce que l'on considérait comme “trop”, “normal” ou “trop peu” ».

### Pathologies
Des études démontrent néanmoins les liens entre masturbation et certains problèmes, comme la masturbation compulsive ou la dépendance sexuelle. Le Dr Karila indique que « Les gens souffrent réellement, ils sont en constante recherche de sexe, passent à l’acte et après, ils culpabilisent ». Cette addiction entraînerait les mêmes modifications cérébrales que celles liées aux psychotropes.
En effet, la sexualité, comme toutes les activités naturelles ou artificielles qui procurent des sensations de plaisir, dépend de l'activité du système de récompense. Plus ce système est stimulé, de manière durable ou intense, plus il devient sensible aux stimuli hédoniques, et plus fort devient le désir. Toutes les situations hédoniques peuvent induire des situations de dépendance. Toutes les personnes sont plus ou moins dépendantes, et pour certaines il existe une plus grande vulnérabilité biologique à la dépendance.
Mais en analysant la complexité des vécus des patients, d'autres chercheurs concluent que dans la plupart des cas, ce n'est pas la masturbation, ou la masturbation “excessive” qui est à l'origine du problème. La masturbation compulsive est plutôt un symptôme d'un autre problème,, comme des inhibitions sexuelles ou des problèmes de socialisation (timidité, difficultés à respecter les règles sociales, introversion, mauvaise image de soi, peur d'un refus ou de l'échec sexuel…) empêchant d'engager une relation affective et sexuelle avec un partenaire.
Certains hommes semblent développer une préférence sexuelle pour la masturbation solitaire, gênante pour le reste de leur sexualité. Il s'agit parfois de conséquences d'une pratique régulière de la masturbation. Celle-ci conditionnerait la sensibilité du pénis au type de contact offert par les mains. Les hommes concernés éprouveraient alors des difficultés, voire une incapacité, à éjaculer lors d'autres types de pratiques sexuelles (pénétration vaginale, masturbation par autrui...). Ce trouble est généralement réversible par un reconditionnement de la sensibilité du pénis et un travail psychologique sur soi. Les anglo-saxons parlent parfois de Death Grip Syndrom, terme médicalement non reconnu. Les sexologues francophones évoquent parfois des troubles d'éjaculation retardée qui seraient peut-être liés à la masturbation. Les statistiques sont difficiles à établir sur le sujet.
La masturbation peut être le symptôme de pathologies psychiques. 47% des patients souffrant de psychose présenterait un dysfonctionnement sexuel souvent caractérisé par la masturbation comme seule activité sexuelle, et pratiquée de manière excessive dans les phases aiguës de la maladie. Additionnellement, 3 à 6% de la population américaine souffrirait d'hypersexualité, avec un sex-ratio de 4:1 en faveur des hommes. Chez les hommes, cette hypersexualité se manifeste notamment par une masturbation compulsive, une consommation excessive de pornographie, des rendez-vous sexuels fréquents avec des femmes inconnues et la recherche de prostituées. L'hypersexualité est souvent corrélée à des expériences de maltraitance dans l'enfance et à des cas d'addiction chez les parents.

## Éthique et morale
La valeur morale de la masturbation est un sujet récurrent de controverses.
En ce début de XXIe siècle, on peut identifier plusieurs positions relatives à l'éthique : sexologique, religieuse ou philosophique.
La réflexion sexologique se base sur des études éthologiques, historiques, neurobiologiques, psychologiques et sociologiques pour conclure que la masturbation est une pratique sexuelle biologiquement normale (voir les données et les analyses dans les sections précédentes). La sexologie ne donne pas de valeur morale à quelque acte que soit, donc à la masturbation. 
Le philosophe cynique Diogène de Sinope, dont l'éthique moquait les conventions sociales et prônait une vie simple (une vie « de chien » d'où son surnom de « Diogène le Cynique »), encourage la masturbation. Lorsqu'on l'interrogea sur la manière d'éviter la tentation de la chair[réf. nécessaire], Diogène aurait répondu : « … en se masturbant… Ah, si l'on pouvait ainsi faire disparaître la faim rien qu'en se frottant le ventre ! »[réf. nécessaire].

## Religions

### Hindouisme
Dans l’hindouisme, la masturbation est condamnée pour ceux qui ont fait un vœu de chasteté, mais permise pour les autres croyants.

### Christianisme

#### Catholicisme
Dans le catholicisme, la masturbation est condamnée. L'Église considère que l'acte sexuel doit être subordonné à la reproduction et à l’union des époux. Elle se refuse à déduire du caractère fréquent de la pratique une quelconque justification morale. Par contre, la masturbation réciproque est tolérée à condition de n’être qu’un préliminaire dans une relation de couple, afin de ne pas aller à l’encontre des finalités que la doctrine catholique donne à la vie sexuelle : parfaire l’unité entre les époux en restant ouverte à la transmission de la vie, les deux étant mis sur le même plan (Catéchisme de l'Église catholique, article 2363).

#### Christianisme évangélique
Dans le christianisme évangélique, la masturbation est vue comme étant interdite par certains pasteurs évangéliques en raison des pensées sexuelles qui peuvent l’accompagner,. Toutefois, des pasteurs évangéliques ont souligné que la pratique autoérotique naturelle avait été associée de façon erronée à Onan (l'onanisme étant initialement le coït interrompu) par des exégètes, qu’elle n’était pas un péché ou une déviation maléfique de la tendance naturelle instinctive si elle n’était pas pratiquée avec des fantasmes ou de façon compulsive mais intellectuellement contrôlée, et qu’elle était utile à un vrai équilibre dans un couple marié, si son ou sa partenaire n’avait pas la même fréquence de besoins sexuels ,.

### Islam
Dans l’islam, la masturbation est interdite. Cependant, selon certains savants, comme dans la philosophie cynique, si une forme non reproductive de sexualité permet d'éviter le péché de la fornication, elle devient une solution de sexualité non pas plus mais moins grave permise pour les hommes, justement parce qu'en islam, le plaisir sexuel ne doit s'exprimer que dans le cadre sérieux du mariage en association avec sa visée procréative.
Une branche islamique [Laquelle ?] interdit malgré tout la masturbation y compris masculine dans toutes les situations. Une autre minorité musulmane autorise aussi la masturbation des femmes réalisée par défaut afin de ne pas commettre un péché.

### Judaïsme
Dans la tradition juive, toute éjaculation en dehors des rapports conjugaux est considérée comme un gaspillage criminel de la force vitale créatrice et donc explicitement prohibée dans plusieurs écrits talmudiques. Cette focalisation sur le masculin peut rendre la masturbation féminine, plus tabou, jugée inexistante ou sans importance comparable, justement, tolérée de fait, mais elle fut quelquefois interdite.

## Condamnation et répression dans l'Histoire
La répression de la masturbation relève de l'histoire récente et l'influence des croyances associées s'exerce encore aujourd'hui. De surcroît, ces idées pourtant inexactes ont été principalement propagées par des médecins et des psychiatres. Selon certains auteurs, la compréhension de ce phénomène social et médical apparaît comme nécessaire afin de prévenir la réapparition future d'un phénomène similaire, tant pour la masturbation que pour d'autres pratiques ou domaines de la sexualité.

### L'apogée de la répression

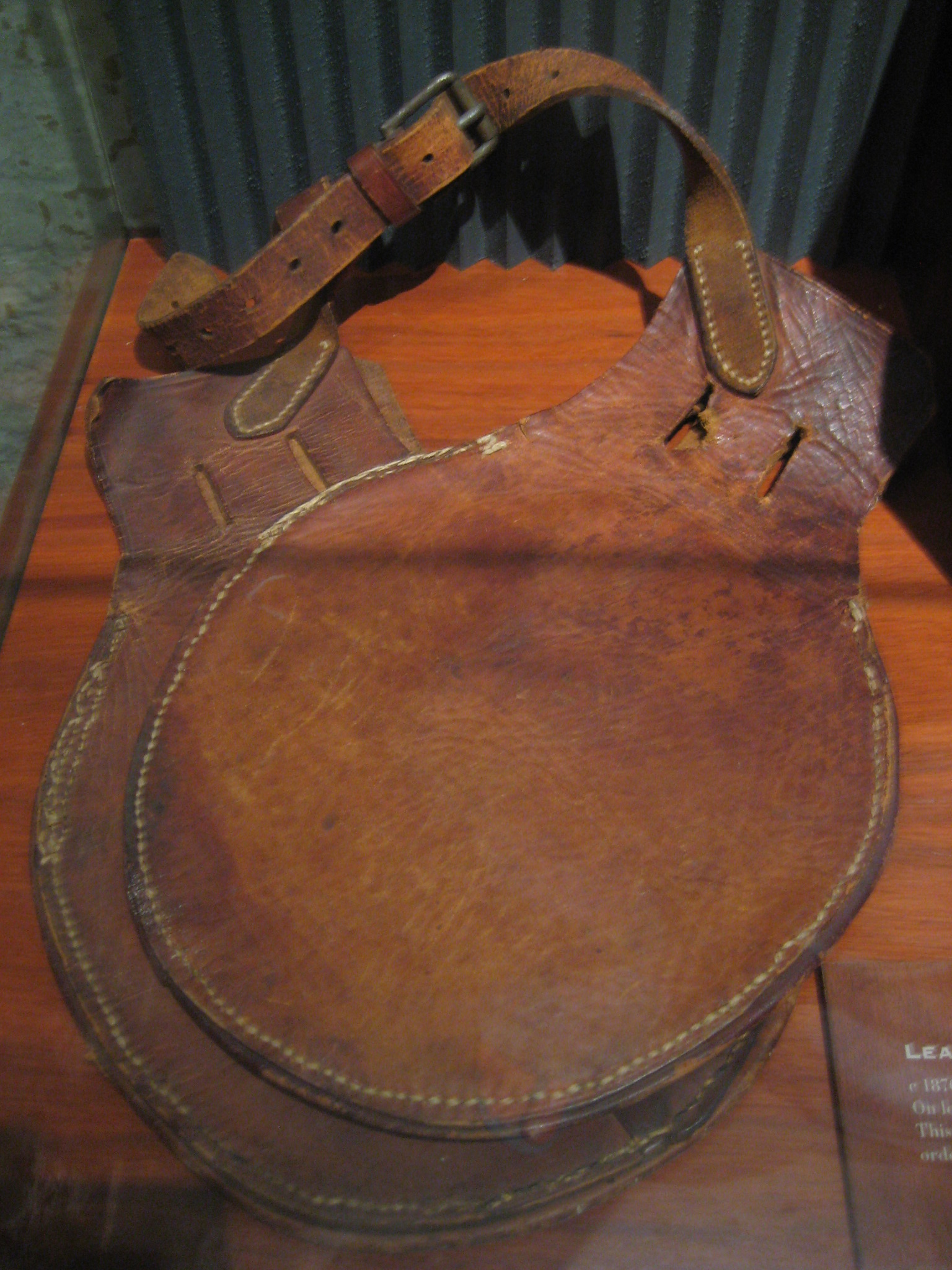
Gants en cuir, pour empêcher la masturbation.

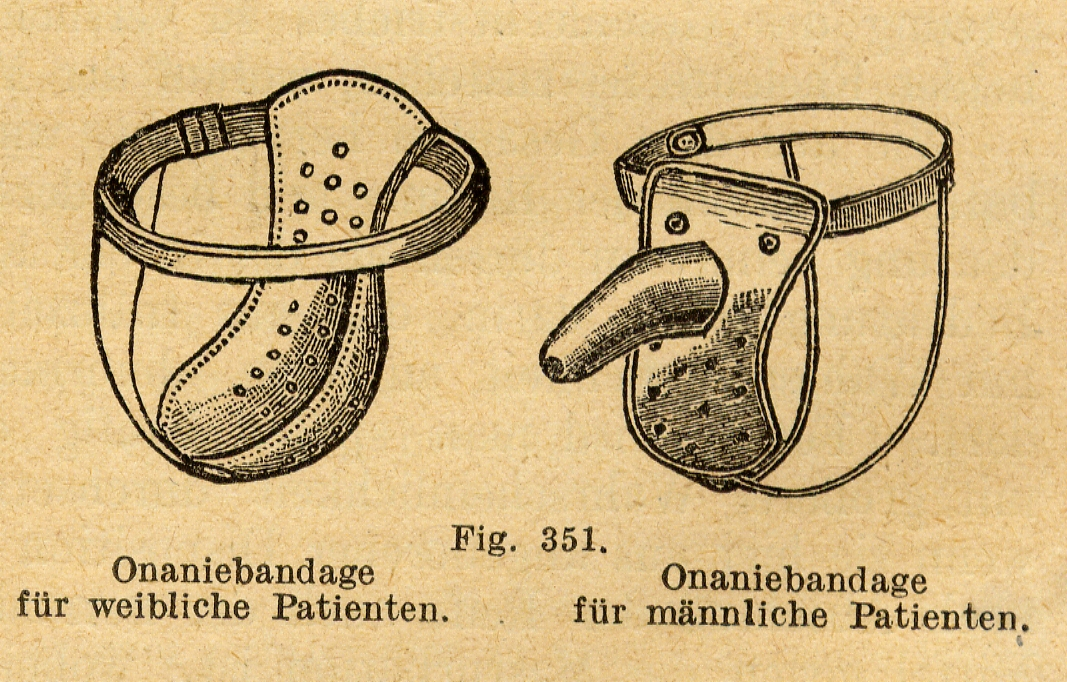
Ceinture de chasteté, modèles féminin et masculin, pour empêcher la masturbation.

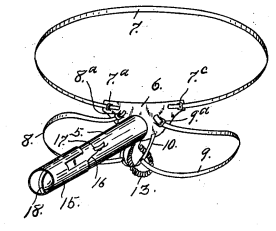
Appareil électrique contre la masturbation.

En Occident, la masturbation fut longtemps considérée comme une incapacité à se contrôler, un vice moral, une déviation de l’instinct, ou une perversion,,. Pour exemple, sont présentés ci-dessous plusieurs documents datant du XIXe siècle, époque où la répression de la masturbation était à son apogée.
 (mars 2022).
— Dictionnaire de médecine et de thérapeutique médicale et chirurgicale, publié en 1877 (texte intégral de l'article)
Les mutilations génitales ne sont donc pas le propre de civilisations islamiques.[non neutre]
Les auteurs sont des médecins honorés et reconnus : Eugène Bouchut est médecin de l’hôpital des Enfants malades, professeur agrégé de la faculté de médecine et officier de la Légion d’honneur ; Armand Després est professeur agrégé à la faculté de médecine de Paris, chirurgien de l’hôpital Cochin, membre de la Société de chirurgie et de la Société anatomique, membre correspondant de la Société gynécologique de Boston, et chevalier de la Légion d’honneur.
Des manuels spécialisés recommandaient aux parents d’« user de psychologie » pour apprendre aux enfants à ne pas toucher leurs organes génitaux :

« Quand les enfants sont très jeunes on peut leur apprendre que leurs organes [génitaux] ne doivent être utilisés que pour uriner, et qu’il ne faut pas les toucher car cela va les blesser et les rendre malades. Dites leur que les petits enfants, parfois, quand ils ne savent pas, prennent l’habitude de se toucher et qu’après ils deviennent faibles et malades, et parfois idiot et fou, ou ont des crises d’épilepsie. Ces avertissements les impressionneront tellement qu’ils ne tomberont pas facilement dans le mauvais chemin. »

Le film Le Ruban blanc de Michael Haneke met en scène le contexte psychologique de l’époque par rapport à la sexualité. Une scène montre ces méthodes psychologiques utilisées par un pasteur pour inculquer à son fils la culpabilité pour la masturbation.

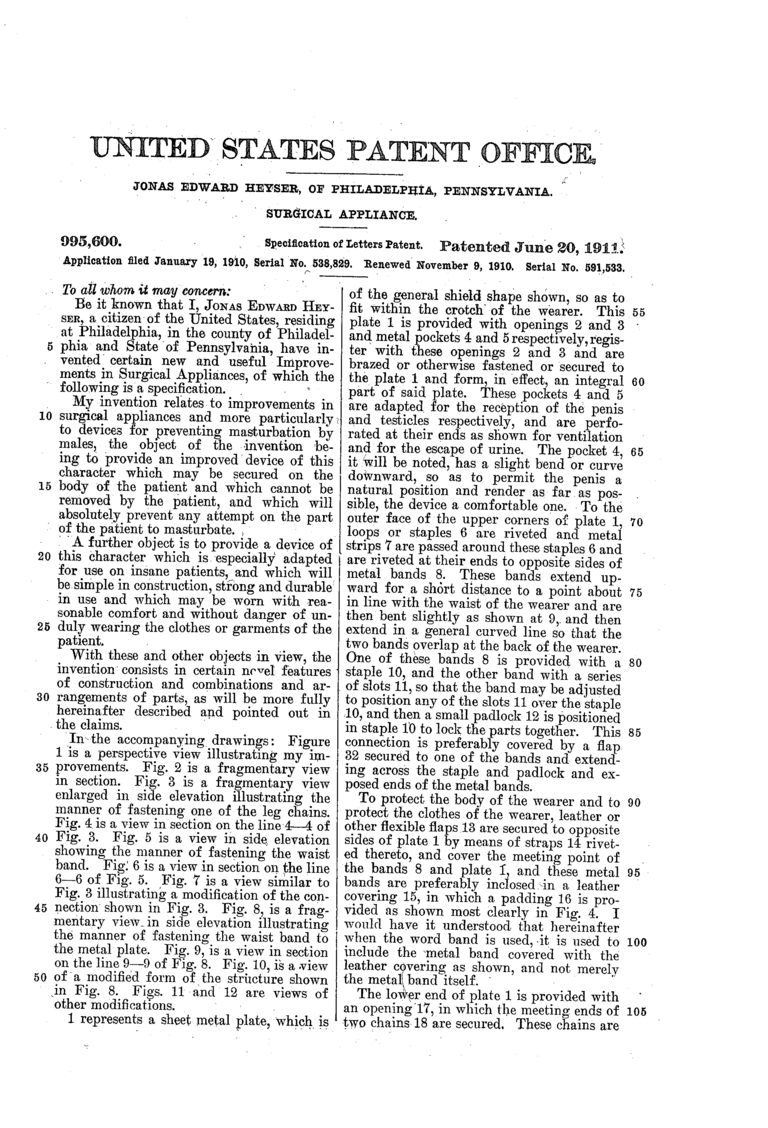
Brevet de 1911, déposé par Heyser pour un appareil empêchant la masturbation.

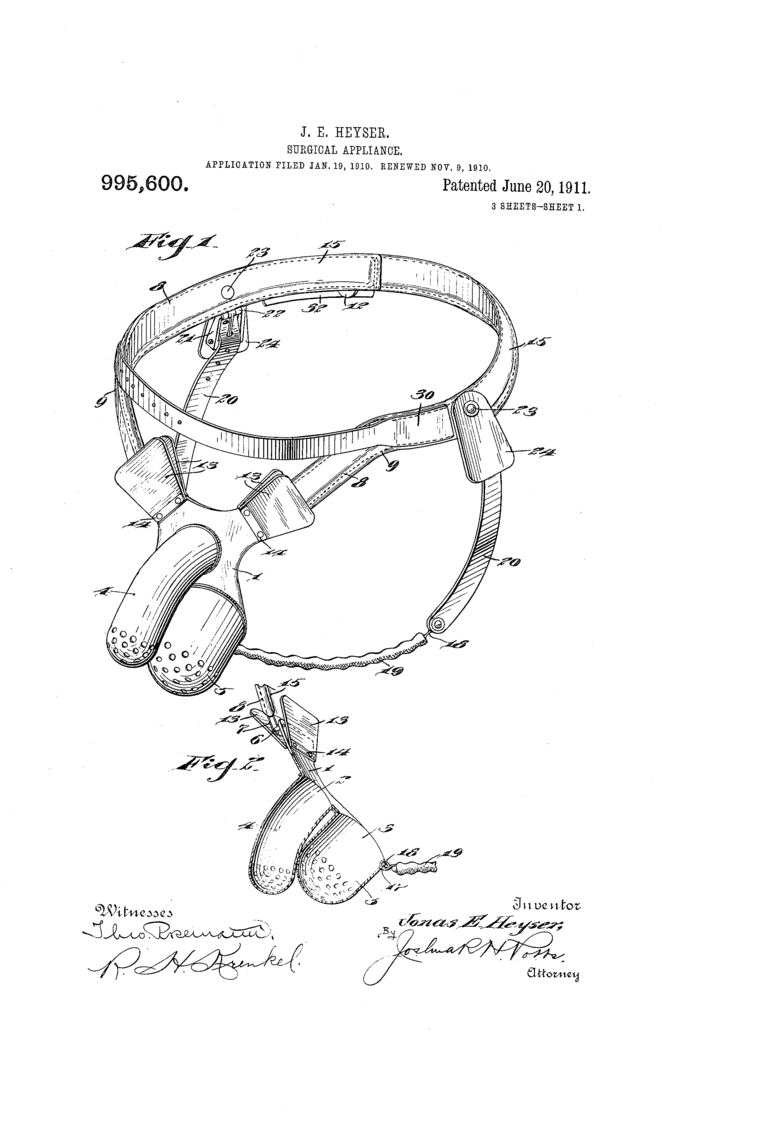
L’appareil de Heyser contre la masturbation.

Et quand ces méthodes psychologiques échouaient, des moyens plus radicaux étaient mis en œuvre. Les chercheurs Masters et Johnson décrivent avec précision ces pratiques éducatives et médicales du XIXe siècle :

« On dépensa beaucoup d’énergie et d’argent en traitement allant de ceintures élaborées, de serrures et de cages – pour protéger les parties génitales des mains vagabondes – jusqu’à des “traitements” chirurgicaux, qui ne laissaient presque plus rien à caresser au malheureux patient. D’autres médecins incriminaient les pantalons serrés, le frottement des draps, le fait de tenir ses parties génitales en urinant et le fait que les parents et les nourrices touchaient les parties génitales des enfants pendant leur bain. Si l’on supprimait les aliments “irritants” de leur régime, que l’on retirait les pantalons serrés de leur garde robe, et que les patients continuaient à se masturber, des mesures draconiennes s’avéraient nécessaires. Les médecins prescrivaient alors l’utilisation de camisoles de force pour la nuit, des enveloppements dans des draps froids pour l’enfant, pour “refroidir” son désir ; on lui attachait les mains à la tête du lit. Le service américain des brevets délivra plusieurs brevets à des variantes de la ceinture de chasteté médiévale, qui empêchaient les attouchements des parties génitales. Les parents pouvaient cadenasser les “cages génitales” de leurs enfants, et en mettre la clef de côté. (Il y avait une version particulièrement torturante de ces cages, construites pour les adolescents et les adultes, et qui consistait en un tube doublé de piquants dans lequel on glissait le pénis. S’il y avait érection, le pénis était blessé). Au début de notre siècle, on vendait des mitaines de fer, afin de décourager les vagabondages nocifs des petites mains d’enfants ; on vendait aussi des alarmes qui sonnaient dans la chambre des parents lorsque le lit de leur enfant se mettait à bouger. Pour ceux qui recherchaient une solution plus permanente au problème, les médecins prescrivaient d’autres traitements : on pouvait appliquer des sangsues sur la région génitale pour en sucer le sang et éradiquer la congestion qui provoquait le désir sexuel ; il y avait la cautérisation (on brûlait le tissu génital avec un courant électrique ou un fer brûlant) qui avait la réputation de tuer les nerfs et de diminuer les sensations et le désir. Dans les années 1850 et 1860, les traitements extrêmes – castration et ablation du clitoris – étaient très à la mode. Les journaux médicaux américains du milieu du XIXe siècle affirmaient que la castration était souvent un traitement efficace de la folie. La croyance actuelle des Américains qu’il faut circoncire immédiatement les nouveau-nés est un reliquat des convictions victoriennes, selon lesquelles cette intervention empêchait la masturbation. »

Le document suivant, publié en 1882 dans la revue médicale L'encéphale, montre qu'à l'époque les pratiques extrêmes, telle la cautérisation au fer rouge du clitoris d'une fille de 8 ans, étaient cautionnées par la majorité de la communauté médicale.

« Le 11 septembre, pour l'effrayer autant que possible, je fais étalage des réchauds aux charbons ardents; j'y place un énorme fer en hache; je fais souffler jusqu'à ce qu'il rougisse, elle est tremblante à la vue de toutes ces scènes infernales. Vous n'avez pas tenu votre promesse lui dis-je. (…) Le 14 septembre, cette opération a eu un effet salutaire immédiat: la petite Y… est restée sage depuis la cautérisation. (…) Le 16 nouvelle cautérisation, j'applique trois points de feu sur chaque grande lèvre, et un autre sur le clitoris, pour la punir de sa désobéissance je lui cautérise les fesses et les lombes avec un grand fer. Elle jure qu'elle ne faillira plus, elle s'avoue très coupable. (…) X… voyant la punition infligée à sa sœur, est devenue toute triste; elle répète souvent: si je pouvais mourir ! (…) Le 19 troisième cautérisation de la petite Y… qui sanglote et vocifère. » [p46-48]. »

Dans la conclusion de l'article, Zambaco expose les raisons médicales de ces pratiques :

« Il est rationnel d'admettre que la cautérisation au fer rouge abolit la sensibilité du clitoris, qu'elle peut entièrement détruire, un certain nombre de fois répétée. L'orifice vulvaire, qui constitue le second point génésique sensible, étant émoussé lui-même par la cautérisation, on conçoit facilement que les enfants, devenues moins excitables, soient aussi moins portées à se toucher. Il est également probable que, le clitoris et l'orifice vulvaire devenant le siège d'une inflammation plus ou moins intense, consécutivement à l'opération, les attouchements soient douloureux au lieu d'être source de plaisir. Enfin, la frayeur éprouvée à la vue du supplice, et l'influence que le fer rouge exerce sur l'imagination des enfants, doivent aussi être comptées parmi les actions bienfaisantes de la cautérisation transcurrente. Nous croyons donc que (…) on ne doit pas hésiter à avoir recours, et de bonne heure, au fer rouge pour combattre l'onanisme clitoridien ou vulvaire des petites filles. » [p58-59]. »

Trente ans plus tard, le docteur Zambaco est devenu « correspondant de l’académie des sciences, membre associé de l’académie de médecine et commandeur de la légion d’honneur ».

### L'origine de la condamnation
Avant le XVIIe siècle, la masturbation était considérée comme un péché mais elle n'était pas réputée avoir de conséquences pathologiques, idée morale forgée plus tard par le discours médical. Les médecins, comme Caramuel, recommandaient même de « purger » l’organisme de la semence en excès.
Toutes les croyances et les pratiques répressives proviennent, du XVIIIe au XIXe siècle, des écrits de moralistes (Shannon…), de religieux (Dutoit-Membrini…) et de médecins (Marten, Tissot, Acton…). Ces écrits ne provenaient généralement pas d’études scientifiques ou médicales, mais de convictions personnelles ou d’intérêts particuliers. Par exemple, John Marten, l’auteur d’Onania, publié en 1712, vendait son livre accompagné d’une « Teinture revigorante » et d’une « Poudre prolifique », destinés à guérir toutes les « effroyables conséquences » provoquées par la masturbation, et décrites avec force détails dans son ouvrage ; les personnes, qui après cette lecture étaient devenues fort inquiètes pour leur santé, pouvaient (heureusement) se procurer ces potions pour la somme de 10 et 12 shillings.

« Pour comprendre l’interdiction qui a frappé la masturbation un siècle plus tard, il faut savoir qu’un ouvrage publié à Londres en 1715 a véritablement tout bouleversé. Cet ouvrage intitulé « Onania » est peut-être le livre qui a conditionné le plus les deux siècles de répression de la masturbation. Son auteur, un médecin, commença par décrire dans une brochure d’une dizaine de pages, les retombées physiologiques de la masturbation. Il soutenait la thèse selon laquelle les séquelles dues à la masturbation sont irréversibles, conduisent peu à peu à la déchéance du corps et de l’âme, jusqu’à la mort. De 1718 à 1778 se sont succédé près de 22 rééditions d’« Onania ». Les publications ont eu tant de succès, entre autres, parce que l’auteur y publiait les lettres de ses lecteurs, qui constituaient de véritables romans-feuilletons de la masturbation et des crimes qu’elle occasionne. Le médecin suisse Samuel Tissot répertoria toutes les lettres (réelles ou inventées) d’« Onania », et en fit six classifications reprenant les troubles les plus fréquents. »

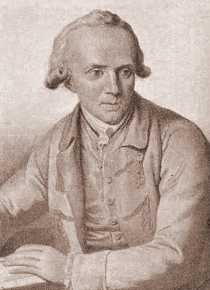
Le docteur Samuel Auguste Tissot (1728-1797).

Samuel Auguste Tissot, lui, avait élaboré une théorie « médicale » à partir d’hypothèses de plusieurs médecins de l’époque, dont le célèbre Herman Boerhaave, et surtout du livre Onania.

« Tissot suggéra que le sperme jouait un rôle important dans le fonctionnement normal de l’organisme, et que le gaspillage de ce liquide par des activités sexuelles pouvait affaiblir l’organisme et provoquer des maladies. Ce liquide vital devait être « dépensé » parcimonieusement, et seulement lorsqu’il y avait une chance raisonnable de procréer. À partir de cette théorie, des médecins […] élaborèrent un répertoire des maladies liées au gaspillage du sperme dans des activités sexuelles dommageables, dont la masturbation. »

« C’est, en grande partie, au médecin suisse S. Tissot (1728-1797) que l’on doit une conception aussi négative de la masturbation ; il fit de ce sujet un thème scientifique, et transforma la masturbation, considérée jusque-là comme un simple péché, en une maladie qu’il fallait soigner. Tissot croyait que toute activité sexuelle était dangereuse, parce qu’elle refoulait le sang vers la tête, n’en laissant plus assez dans le reste du corps, ce qui provoquait la dégénérescence des nerfs et autres tissus vitaux. En accord avec les connaissances scientifiques de l’époque, il était certain que cette forme de détérioration nerveuse était cause de la folie. Tissot était convaincu que la masturbation était une forme de sexualité particulièrement “dangereuse”, parce qu’elle était commode, qu’elle pouvait commencer pendant les années vulnérables de l’enfance, et parce que le sentiment de culpabilité éprouvé par celui qui se masturbe, eu égard à son péché, irritait son système nerveux et le rendait plus fragile. Les parents cherchèrent désespérément à écarter leurs enfants de ce fléau. Les médecins étaient contents de leur rendre ce service ; après tout, c’était du devoir du médecin consciencieux de mettre fin à la masturbation. »

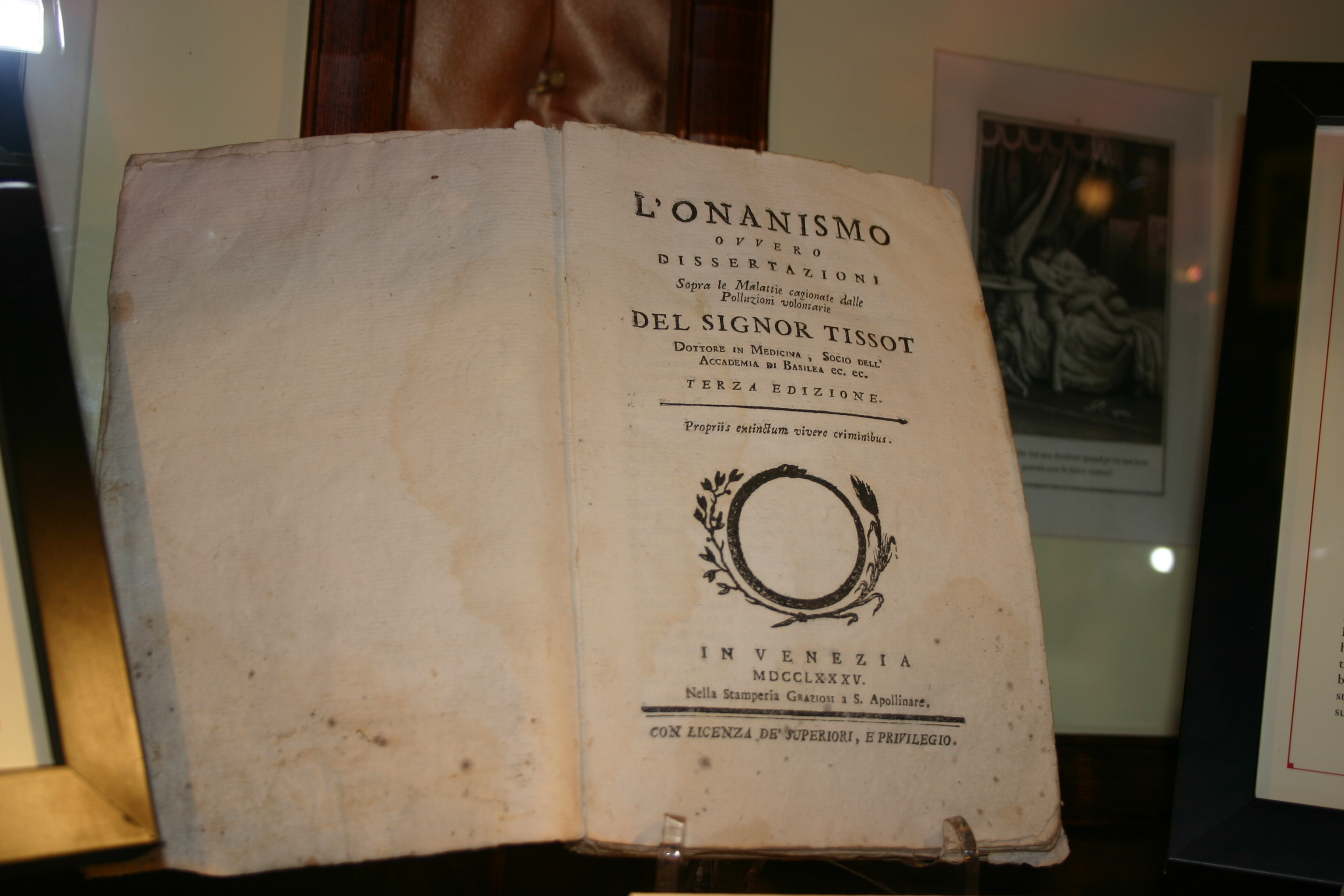
Le livre de Samuel Auguste Tissot, L’Onanisme, traité sur les maladies provoquées par la masturbation.

Le livre de Tissot L’Onanisme, traité sur les maladies produites par la masturbation eut un très grand succès avec soixante-trois éditions entre 1760 et 1905. Tissot y expose les maladies provoquées par l’autostimulation.

« Je me suis proposé d’écrire sur les maladies produites par la masturbation, et non pas du crime de la masturbation : n’est-ce pas d’ailleurs assez en prouver le crime que de démontrer qu’elle est un acte de suicide ? … J’ai vu un jeune homme atteint d’épuisement dorsal. Il était d’une fort jolie figure et, malgré le fait qu’on l’ait souvent averti de ne pas se livrer au plaisir, il s’y livra néanmoins et devint difforme avant sa mort… Le cerveau même, dans ce cas, paraissait s’être consumé. En effet, les malades deviennent stupides et si raides que je n’ai jamais vu une si grande immobilité du corps. Les yeux mêmes sont si hébétés qu’ils n’ont plus la capacité de voir… La peinture du danger, quand on s’est livré au mal, est peut-être le plus puissant motif de correction, c’est un tableau effrayant propre à faire reculer d’horreur. En voici les principaux trais : un dépérissement général de la machine ; l’affaiblissement de tous les sens corporels et de toutes les facultés de l’âme ; la perte de l’imagination et de la mémoire ; l’imbécillité, le mépris, la honte ; toutes les fonctions troublées, suspendues, douloureuses ; des maladies longues, bizarres, dégoûtantes ; des douleurs aiguës et toujours renaissantes ; tous les maux de la vieillesse dans l’âge de la force… le dégoût pour tous les plaisirs honnêtes, l’ennui, l’aversion des autres et de soi ; l’horreur de la vie, la crainte de devenir suicide d’un moment à l’autre ; l’angoisse pire que les douleurs ; les remords pires que l’angoisse… voilà l’esquisse du sort réservé à ceux qui se conduiront comme s’ils ne le craignaient pas. »

À la fin du XVIIIe siècle, la renommée de Tissot était telle qu’il n’était plus possible pour un médecin de ne pas condamner l’autostimulation. La masturbation était devenue un problème médical « incontournable » et un problème social majeur.

### Évolution actuelle de la condamnation
À la fin du XIXe siècle, les médecins pensaient que la consommation d’aliments savoureux provoquait la masturbation, tandis que les aliments fades la décourageaient. Des aliments, comme les céréales Kellogg’s Corn Flakes (sans sucre à l’époque), ont été spécialement conçus par des médecins, des religieux ou des moralistes pour lutter contre la masturbation.
Encore en 1961, un sondage effectué dans cinq facultés de médecine indiquait que la moitié des étudiants et un cinquième des professeurs croyaient que la masturbation pouvait provoquer des maladies mentales.
Avant les années 1970, la terminologie officielle de l’Église catholique pour la masturbation était : « abus de soi », « souillure de la chair » et « auto-pollution ». Cette pratique était sévèrement condamnée : « La masturbation est un acte intrinsèquement et sérieusement déréglé ». Depuis les années 1970 et les changements sociaux et culturels, l’attitude de l’Église a évolué. Actuellement, la masturbation est toujours considérée comme un péché par l’Église catholique, en tant que pratique sexuelle ne menant pas à la reproduction. L’Église déconseille la masturbation, même voire surtout lorsqu’elle est pratiquée dans le but d’une reproduction dans le cadre d’une procréation médicalement assistée. « Dans la ligne d’une tradition constante, tant le magistère de l’Église que le sens moral des fidèles ont affirmé sans hésitation que la masturbation est un acte intrinsèquement et gravement désordonné. Quel qu’en soit le motif, l’usage délibéré de la faculté sexuelle en dehors des rapports conjugaux normaux en contredit la finalité ».
Après la révolution sexuelle des années 1970, le discours médical change radicalement et le sexologue Philippe Brenot publiera même un « éloge de la masturbation ».
À l'époque de la révolution sexuelle, la sexualité était perçue comme source d'épanouissement et de plaisir. À la fin du XXe siècle, cependant, après la médiatisation des agressions sexuelles, des infections sexuellement transmissibles et tout particulièrement du SIDA, la perception de la sexualité a été modifiée. Elle était plutôt perçue de manière ambivalente, comme source potentielle de dangers et de maladies. Pour la masturbation apparaît un nouveau concept clinique, celui de la masturbation « excessive ».
Dans les années 2000, peu de personnes militent ouvertement contre la masturbation, mais également peu de personnes la défendent, ouvertement. L’autoérotisme ne fait partie ni des débats politiques, ni du discours social et éducationnel. L’Église catholique, ainsi que d’autres groupes confessionnels de plusieurs religions et divers mouvements conservateurs, diffusent toujours une image négative de cette pratique, sans avoir cessé de le faire, et trouvent des échos actuels y compris dans la jeunesse. De plus, y compris dans le monde conditionné par la révolution sexuelle, la masturbation est souvent considérée comme une sous-sexualité, pratiquée surtout par ceux qui ne peuvent pas avoir de partenaires. Pour ces raisons, les enfants et les jeunes, en particulier dans les pays occidentaux les plus conservateurs, peuvent être influencés par ces réprobations sociales. Dans l’enquête NHSLS, en 1992, près de 50 % des personnes qui pratiquent la masturbation disent ressentir de la culpabilité.
En synthèse, même si depuis la révolution sexuelle il existe un discours apparemment plus libéral relativement à la masturbation, les attitudes sociales générales restent similaires. En particulier pour les plus jeunes, il n'existe plus d'« interdits » formels, mais on « ne laisse pas faire ». Le contexte social et culturel n’est guère favorable à cette pratique : la masturbation, y compris sa défense, n’est tolérée qu’à condition de rester dans les zones les plus intimes de la vie privée.

### Sociétés traditionnelles
Les condamnations de la masturbation existent également dans d’autres sociétés, ainsi que l’utilisation de divers moyens, moqueries, humiliations, coercitions et sanctions physiques pour empêcher cette pratique.

« Chez les Apinayé, les garçons et les filles sont avertis dès l’enfance de ne pas se masturber, et une sévère correction attend l’enfant qui est suspecté d’un tel comportement. En Nouvelle-Guinée, les garçons Kwoma sont constamment avertis de ne pas toucher leurs organes génitaux. Si une femme voit un garçon avec une érection, elle va battre son pénis avec un bâton, et le garçon apprend très vite à ne pas toucher son pénis même pour uriner. »

## Dans la littérature et les arts

### Dans la littérature
- Jean-Jacques Rousseau revient plusieurs fois sur la masturbation, pour en faire une très vive critique[85].
- Louis-Ferdinand Céline dans Mort à crédit, décrit plusieurs scènes de masturbation.
- Philippe Brenot, dans son Éloge de la masturbation (éditions Zulma, 2002), raconte une histoire de cette pratique, la distinction des différents termes s’y rapportant, et y joint un petit lexique des termes synonymes de la masturbation, ainsi qu’une bibliographie succincte.
- Masturbation en groupe :
  - Brian Aldiss dans son roman Un petit garçon bien élevé à la main raconte le quotidien d’adolescents se masturbant en groupe dans un internat en Grande-Bretagne.
  - Esparbec dans son roman Monsieur est servi présente un exemple de relation sexuelle non conflictuelle en mettant en scène ses deux protagonistes qui prennent part à des séances de masturbation commune[86].
  - Guillaume Apollinaire dans son roman Les Onze Mille Verges évoque la condition de militaires qui ne pouvant se payer les services de prostituées se masturbaient entre eux en regardant un numéro de danse dans un lupanar[87].

### En musique
- La chanson paillarde Le Cordonnier Pamphile, notamment chantée par Les Frères Jacques, parle de masturbation féminine avec une carotte ; de même la chanson La Jeune Charlotte.
- La Folle Complainte de Charles Trenet parle de la bonne qui « n'est pas sage » : « On l'a trouvée hier soir / Derrière la porte en bois / Avec une passoire / Se donnant de la joie. »
- Georges Brassens, dans sa chanson Mélanie, raconte l'histoire d'une bonne de curé qui se sert de cierges comme godemichet.
- Georges Brassens, dans sa chanson Supplique pour être enterré sur la plage de Sète, écrit "Et c'est là que jadis, à quinze ans révolus / A l'âge où s'amuser tout seul ne suffit plus / Je connus la prime amourette".
- Mylène Farmer, dans sa chanson Eaunanisme, parle du plaisir par soi-même.
- La chanson Avec l'amour (1972) de Michel Sardou traite de la masturbation féminine : « Faites l'amour avec une ombre, / Faites l'amour avec l'amour, / Toute une nuit, laissez-vous fondre : / Soyez amoureuse de vous. / Faites l'amour sans qu'on vous aime. »
- La même année, Sardou interprète Le Surveillant général (dont il a écrit lui-même les paroles), qui évoque l'onanisme pratiqué par le narrateur adolescent dans un pensionnat de garçons : « En ce temps-là, / Je lisais Le Grand Meaulnes / Et après les lumières, / Je me faisais plaisir, / Je me faisais dormir. / Je m'inventais un monde / Rempli de femmes aux cheveux roux. »
- 17 ans (Claude François) : « Je détachais dans des revues / Tout' celles qui étaient moitié nues / J'ai fait l'amour solitairement / Où est la honte / À dix-sept ans ? »
- La chanson Madame rêve d'Alain Bashung évoque la masturbation féminine.
- Dans la comédie musicale Hair, la chanson Sodomy, en énumérant les diverses pratiques sexuelles (« Sodomy, fellatio… »), laisse notamment entendre : « masturbation can be fine. »
- La chanson All by Myself du groupe Green Day traite explicitement du sujet de la masturbation.
- Marc Almond chante dans l'album Mother Fist and her Five Daughter (« La veuve Poignet et ses cinq filles ») la fidélité de cette « Mother Fist » toujours à la disposition du solitaire. L'expression provient de la nouvelle Virages nocturnes ou le sexe des frères siamois de Truman Capote (extraite du recueil Musique pour caméléons).
- La chanson Bistouflex du rappeur Seth Gueko est une chanson dédiée à la masturbation.
- Dans la chanson Emma du groupe Matmatah, le chanteur raconte sa tentative de masturbation devant Emma Peel (de la série Chapeau melon et bottes de cuir) à la télévision, qui finit par échouer : « Emma t'as même pas réussi à m'soulager. »
- La chanson Fantasme du groupe Les Wriggles vante la portée universelle de l'orgasme « en solo ».
- La fin de la chanson Le Goût des filles du groupe Les Wriggles suggère l'auto-érotisme : « Tous les soirs où seul on se déshabille / Où seul on cherche en vain entre les draps / À retrouver le goût des filles qui n'y sont pas. »
- Tove Lo, dans sa chanson Fairy Dust (en) (2016)

### En peinture

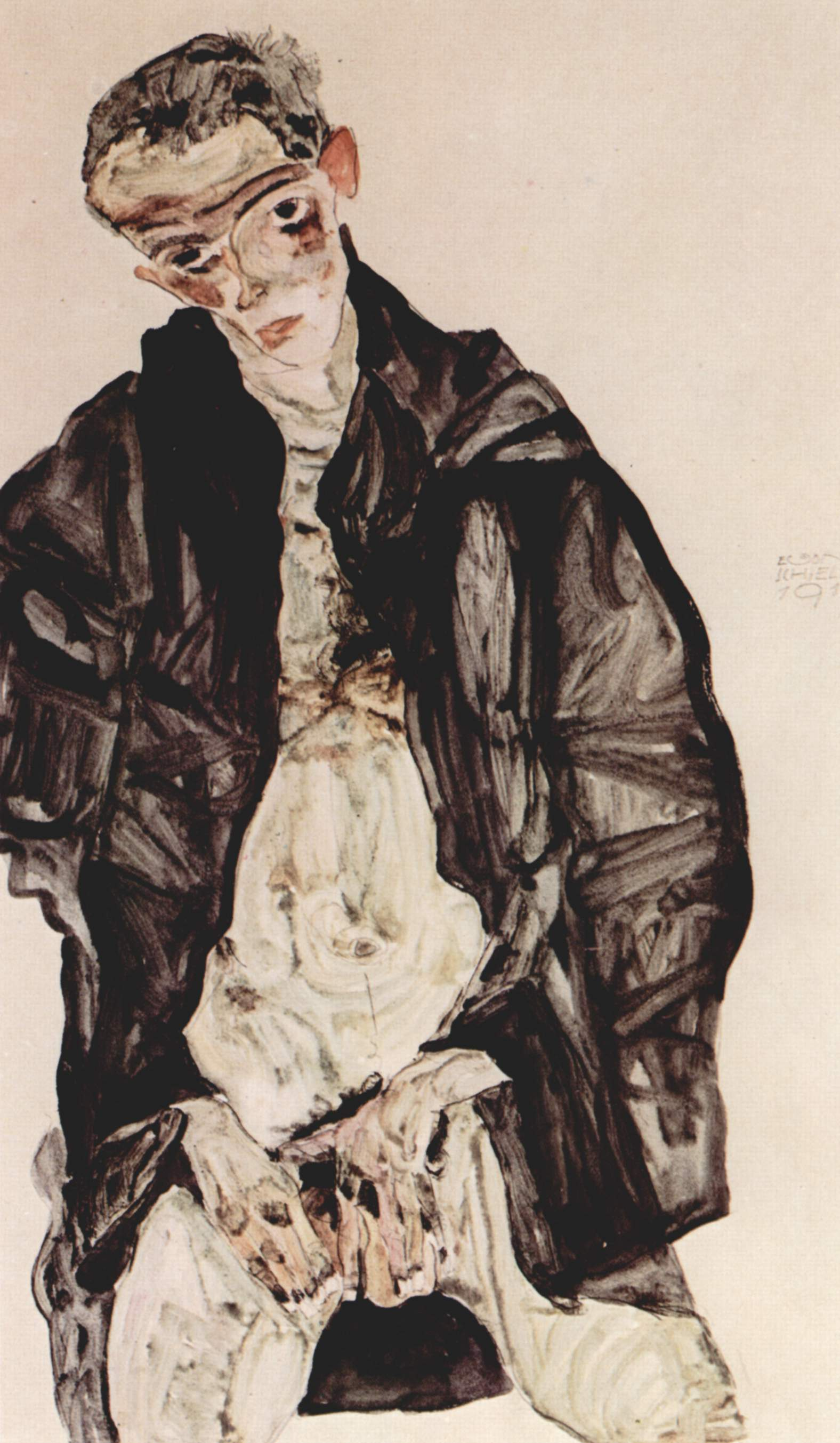
Autoportrait d'Egon Schiele se masturbant.
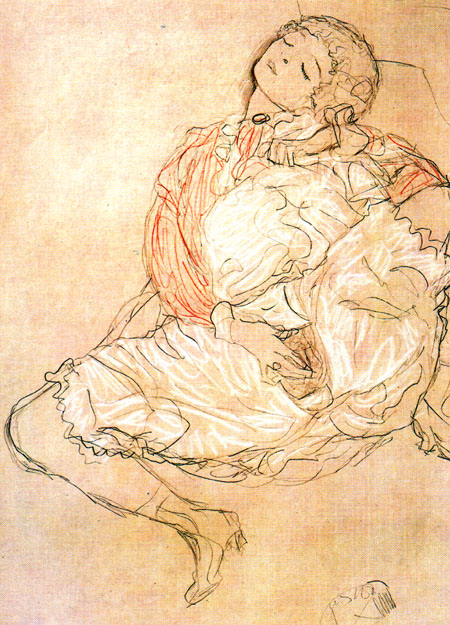
Femme assise, cuisses écartées , Gustav Klimt (1916).

- Egon Schiele a largement traité le thème de la masturbation féminine et masculine dans des œuvres que l'on pourrait qualifier de pornographiques encore aujourd'hui (L'Hostie rouge, Eros ou Autoportrait se masturbant, tous de la même année 1911).
- Chez Salvador Dalí, la masturbation est un thème récurrent de son œuvre surréaliste, tel Le Grand Masturbateur.
- Marcel Duchamp a réalisé son œuvre Paysage fautif (1946) à l'aide de sperme et de peinture.
- La série Aquarelle (1995) de Philippe Meste est constituée d'images extraites de magazines féminins sur lesquelles il a éjaculé. Entre 2004 et 2007, Meste a également tenté de récolter un mètre cube de sperme : le SPERMCUBE.

### Dans des performances
- En 1968, le cofondateur de l'actionnisme viennois Günter Brus est condamné à six mois de prison à la suite de l'événement Kunst und Revolution qu'il avait réalisé à l'université de Vienne, au cours duquel il s'était notamment coupé, avait uriné, déféqué et s'était masturbé en chantant l'hymne national autrichien.
- En janvier 1971, Vito Acconci réalise la performance Seedbed à la Sonnabend Gallery (New York). Couché sous une rampe aménagée sur le plancher de la galerie, l'artiste, invisible, se masturbe en fantasmant à haute voix, s'inspirant des mouvements des visiteurs qui marchent sur la rampe et qui peuvent entendre sa voix, retransmise par haut-parleurs. Il répand ainsi sa semence, comme le titre, Seedbed (Lit de semence), le laisse entendre[88].
- Dans ses performances filmées, comme Sailor’s Meat (Sailor’s Delight) (1975) ou Class Fool (1976), Paul McCarthy a souvent exploré frontalement la sexualité (masturbation publique, scatologie, etc.).
- Le 18 mai 1978, tandis que le convoi du président yougoslave Josip Broz Tito, en visite à Zagreb, passe dans la rue en face de chez elle, l'artiste Sanja Iveković réalise sur son balcon une performance de 18 minutes, intitulée Triangle. Au cours de celle-ci, elle lit un livre, boit du whisky et, assise, fait des gestes qui évoquent la masturbation, jusqu'à ce qu'elle soit repérée par les forces de sécurité, qui l'ont aperçue de loin et qui l'incitent à rentrer chez elle immédiatement.
- En 1994, le performeur Aleksandr Brener se masturbe du haut du plongeoir de la piscine Moskva, érigée sur l'emplacement d'une église orthodoxe détruite, dans le cadre de son action Diving Platform[89].
- Dans sa performance filmée au musée Guggenheim Bilbao, Little Frank and His Carp (2001), on peut voir l'artiste américaine Andrea Fraser écouter un audio-guide. Suivant les indications qui l'incitent à admirer les courbes de l'édifice conçu par Frank Gehry, Fraser en vient à caresser celles-ci, puis, soulevant sa robe, à se caresser elle-même de manière équivoque, au milieu des visiteurs interloqués.
- Dans sa vidéo de 1993 C’est mignon tout cela, l'artiste Pierrick Sorin, travesti, met en scène ses caresses masturbatoires, face à la caméra qui lui tient lieu de voyeur.
- En novembre 2005, Marina Abramović a repris la performance Seedbed de Vito Acconci, se masturbant sous une rampe sise au musée Solomon R. Guggenheim (New York) dans le cadre de son exposition Seven Easy Pieces[90].
- Dans ses Performances invisibles (2015-2016) — un ensemble de performances discrètes, dont les images étaient mises en ligne sur un site dédié[91] — l'artiste conceptuel canadien Steve Giasson s'est masturbé ouvertement à plusieurs reprises. Ainsi, dans la Performance invisible No. 11 (Se masturber discrètement contre une sculpture d’Alexander Calder), Giasson se masturbe publiquement contre la sculpture de Calder Trois Disques (L'Homme) (1967), afin d'évoquer une rumeur selon laquelle l'artiste américain se caressait contre chacune de ses œuvres.
Dans la Performance invisible No. 120. (Ralentir son orgasme en pensant à un individu déplaisant), on peut également voir Steve Giasson se masturber en gros plan, puis insérer son érection dans une chaussette qui vient boucher l'écran, pendant qu'en off, on entend Donald Trump parler de sa Foi, de son opposition au mariage homosexuel et de son engouement pour la peine de mort.
Dans la Performance invisible No. 121 (Éjaculer dans une chaussette pour homme Dolce & Gabbana), on peut voir une chaussette de marque Dolce & Gabbana boucher partiellement l'écran parce que frémissante sous la main de l'artiste. En off, Donald Trump répond à une question à propos de la Miséricorde divine, jusqu'à ce que Giasson l'interrompe, après avoir plausiblement éjaculé dans la chaussette.
Enfin, dans la performance Je suis un véritable artiste, réalisée lors de la biennale VIVA! Art Action (octobre 2017), dans laquelle on pouvait le voir porter des panneaux d'homme-sandwich sur lesquels étaient notamment déclinées différentes définitions d'un « véritable artiste », Steve Giasson proclamait entre autres : « Je suis un véritable masturbateur[92]. »

### Au cinéma
- Dans le film franco-germano-italien 1900 de Bernardo Bertolucci (1976), Neve, une prostituée (Stefania Casini), masturbe les deux amis d'enfance, Olmo Dalco, le fils de métayer (Gérard Depardieu), et Alfredo Berlinghieri, le fils du grand propriétaire terrien (Robert De Niro).
- Dans le film franco-italien Amarcord de Federico Fellini sorti en 1973, une scène montre quatre adolescents se masturbant dans une voiture garée dans un garage.
- Marie Forså dans Flossie de Mac Ahlberg (1974)
- Woody Allen explique que s’il fait bien l’amour, « c’est parce qu’il s’est longtemps entraîné tout seul. » Dans le film Annie Hall (1977), il dit aussi, dans une réplique à Diane Keaton : « Ne critiquez pas la masturbation, c’est faire l’amour avec quelqu’un que j’aime[93]. »
- Une scène célèbre de La Loi du désir (1987) de Pedro Almodóvar montre Antonio Banderas en train de se masturber.
- Michelle Thorne dans Sacred Flesh de Nigel Wingrove (2000)
- Dans Choses secrètes (2002), qui ouvre ce qui constituera une trilogie consacrée à la sexualité féminine, ainsi que dans Les Anges exterminateurs (2006), Jean-Claude Brisseau filme plusieurs scènes de masturbation féminine, seule ou en groupe.
- Dans le film français Les Beaux Gosses de Riad Sattouf sorti le 10 juin 2009, une scène montre Hervé, le héros du film en train de se masturber avec son meilleur ami Camel devant un film pornographique.
- La comédie romantique britannique Oh My God! de Tania Wexler (2011) relate l'invention, au XIXe siècle, des vibromasseurs, conçus à l'époque comme des remèdes à l'hystérie féminine.
- Michalina Olszańska dans Moi, Olga Hepnarová de Petr Kazda et Tomás Weinreb (2013)

### Dans les séries télé
- Dans la série télévisée Nip/Tuck, Adrian Moore propose à Matt McNamara de se masturber ensemble (épisode 7 de la saison 2 [2004] de Nip/Tuck intitulé Effets secondaires).
- Dans la série Sex and the City, le personnage de Samantha Jones raconte au téléphone à Charlotte York qu'elle se masturbe et déclare à ses amies qu'elle l'a fait tout l'après-midi[94]. Charlotte York passe une après-midi à se masturber avec son sex-toy le Rabbit[95].

## Divers

### Dans le langage
L'expression « masturbation intellectuelle » qualifie parfois une activité de l’esprit qui n'est pas considérée comme « féconde » soit en réalisations, soit en idées nouvelles, une activité que l’on considère en vase clos, en tour d’ivoire. Ainsi Karl Marx considérait la philosophie comme une masturbation intellectuelle : « La philosophie et l’étude du monde réel sont dans le même rapport que l’onanisme et l’amour sexuel. » (L’Idéologie allemande, Le concile de Leipzig – III Saint Max).
Le terme possède actuellement une connotation péjorative qui doit sans doute plus à quelque mépris de l’activité intellectuelle non « rentable » (et qui tourne en quelque sorte à vide) qu’aux anciens interdits sexuels.
À côté de cette expression désignant un travail intense mais inutile, une série d’expressions renvoient carrément à l’inaction et à la paresse : « être un branleur », « peigner la girafe », « moucher le cyclope »…
Mais, inversement, dans un langage extrêmement vulgaire, le verbe « branler » devient — à l’instar du verbe « foutre », qui désigne l’accouplement — un synonyme du verbe « faire » : « s’en foutre » / « s’en branler » ; « ne rien en avoir à faire / à foutre / à branler » ; « ne rien faire / foutre / branler »…

### Masturbation en public
La masturbation, en particulier en public, est parfois utilisée comme une forme de provocation dans l’objectif de faire passer des messages[réf. nécessaire].
Le « masturbathon » est un rassemblement dans lequel des hommes et des femmes sont invités à se faire sponsoriser pour se masturber lors de cet événement. Les profits servent à aider des causes de charité.
Les personnalités ayant essayé ce type de masturbation incluent : Rocco Siffredi (acteur pornographique), René Étiemble (écrivain) et Maxime Collins (écrivain)[source insuffisante].

### Psychanalyse
La psychanalyse de Freud concernant le fonctionnement de la satisfaction du plaisir, peut apporter une notion de répétition non distanciée. Il a établi que ce qu’il appelle le « principe de plaisir » exige de satisfaire, par les voies les plus courtes, les pulsions qui traversent le psychisme humain. Freud, critique à l’égard de la masturbation, proposait de soigner la masturbation masculine par psychrophore,.

### Sexologie
Les chercheurs William Masters et Virginia Johnson ont observé et mesuré avec des appareils spécialisés plus de 10 000 réponses sexuelles auprès de 694 hommes et femmes. Ils ont montré que le pénis de l’homme et le clitoris de la femme étaient les principales régions du corps à l’origine du plaisir sexuel. C’est pour cette raison que le clitoris et le pénis sont les zones érogènes les plus stimulées au cours de la masturbation.
La masturbation des organes génitaux dans le but de ressentir du plaisir est une des principales activités sexuelles humaines. Elle est actuellement reconnue par la sexologie comme une activité sexuelle aussi « normale » que les autres.